# Andersonia sprengelioides
Andersonia sprengelioides är en ljungväxtart som beskrevs av Robert Brown. Andersonia sprengelioides ingår i släktet Andersonia och familjen ljungväxter. Inga underarter finns listade i Catalogue of Life.